# Промышленность Туркменистана
Промышленность и строительство в Туркменистане составляет долю в 21,4 % от общей в экономики страны (по состоянию на 2010 год).

## Химическая
В Туркменистане существенные запасы мирабилита, каменной соли, поваренной, калийной соли, озокерита, йода, брома, сульфата натрия и других веществ, которые массово используются в химической промышленности.
Флагманами химической промышленности в стране являются — Туркменабатский химический завод, завод минеральных удобрений в Мары, Гаурдакский серный завод, Бекдашский химический комбинат, химический завод в Хазаре.
К середине 2014 года планируется завершение строительства комплекса заводов по производству аммиака и карбамида в г. Мары. Годовой объём производства карбамида составит 640 тысяч тонн в год. Строительство оценивается в 1 млрд долл. США и ведется при участии японских инвесторов.

## Металлургическая
В 2009 году в Овадан-депе начал работу первый в стране металлургический завод, ориентированный на выпуск строительного проката (арматура, уголки и швеллеры). Предприятие мощностью 160 тыс. т проката в год построено консорциумом турецких компаний, стоимость строительства составила 64,5 млн долларов. Сталь выплавляется из лома или привозной заготовки.

## Судостроение
В мае 2012 года Государственная служба морского и речного транспорта заключила за счет собственных средств контракт с немецкой компанией «Inros Lackner AG» на оказание технических консультационных услуг по строительству судоремонтно-строительного завода.
Первый цех, где апробируется новая отрасль, уже задействован. Там ведутся судоремонтные работы и сборка малотоннажных судов.
Был заключен контракт с турецкой компанией «Dearsan Gemi Inşaat San. A.Ş. Gülhan Den. Tic.Ltd.Şti.» за собственные средства на закупку и сборку на территории Туркменбашинского порта 320-местного, высокоскоростного пассажирского судна, а в 2013 году спущен на воду первый пассажирский корабль «Чарлак».

## Лёгкая промышленность

### Текстильная
На 2005 год общая мощность модернизированных и новых текстильных предприятий составляет около 135 тысяч тонн хлопка-волокна в год.
Государственная акционерная корпорация «Туркменхалы» объединяет 10 предприятий художественного ковроделия, которые имеют свыше 100 ковровых участков и цехов. Продукция производимая из хлопкового сырья: плательные, жаккардовые, портьерные ткани, вельвет, бархат, батист, миткаль и другие виды тканей.
«Туркменбаши текстиль комплекси» (Ашхабад) — крупнейшее в регионе Средней Азии текстильное предприятие, введено в строй в 2000 году, стоимость на момент ввода в эксплуатацию — 116 млн долл., вырабатывает 25 видов тканей, производит широкий ассортимент готовой продукции. Комплекс оснащён новейшим импортным оборудованием.
Другие предприятия отрасли:
- текстильный комплекс в Кипчаке,
- текстильный комплекс имени Атамурата,
- Каахкинская хлопкопрядильная фабрика «Сердар» по выпуску хлопчатобумажной пряжи высоких номеров,
- Бахарденская хлопкопрядильная фабрика,
- Дашогузская хлопкопрядильная фабрика;
- ЗАО «Олим-Текстайл» (г. Худжанд, введена в строй в 2011 году — производство высококачественной хлопчатобумажной пряжи мощностью 5 тысяч тонн в год[9]).

В планах правительства, зафиксированных в программе развития на период до 2020 года — создание новых современных предприятий по всей республике. Их ввод в эксплуатацию позволит Туркменистану ежегодно перерабатывать до 500 тыс. тонн хлопка-волокна. Производство пряжи к 2020 году планируется увеличить до 350 тыс. тонн в год, ткани хлопчатобумажной — до 580 млн м², шелка-сырца — до 720 тонн.

### Пищевая промышленность
Продовольственная независимость является одним из приоритетных направлений экономической политики Туркменистана. Ключевая роль в решении этой задачи отводится развитию агропромышленного комплекса и пищевой промышленности, а также поддержке бизнеса. Из выращиваемых в стране масличных культур — подсолнечник, рапс, оливки, кунжут — производится различные виды растительного масла; из хлопкового масла налажено производство растительно-жирового спреда, а из подсолнечного масла собственного производства — майонеза. Хлопковый шрот, получаемый в процессе производства хлопкового масла, используется для изготовления комбикормов для животных и птицы. Ассортимент выпускаемых пищевой промышленностью страны кондитерских изделий, молочной и мясоколбасной продукции, мороженного увеличивается, также растет процент экспорта этих видов продукции за рубеж.